# Gauliga 1941-1942
L'edizione 1941-42 della Gauliga vide la vittoria finale dello Schalke 04.
Il campionato raggiunse la sua massima espansione comprendendo 25 squadre, e ciò sia per le definitive annessioni naziste di territori come il Lussemburgo e la Polonia, sia perché per ordine delle autorità militari alcuni campionati regionali furono divisi in due, onde ridurre le distanze di trasferta e conseguentemente le spese di gestione dato l'imperversare della guerra.

## Partecipanti
| Squadra              | qualificata come                                     |
| VfB Königsberg       | Campione del Sportbereichsklasse Ostpreußen          |
| LSV Pütnitz          | Campione del Sportbereichsklasse Pommern             |
| Blau-Weiß Berlin     | Campione del Sportbereichsklasse Berlin-Brandenburg  |
| Germania Königshütte | Campione del Sportbereichsklasse Oberschlesien       |
| Breslauer SpVgg 02   | Campione del Sportbereichsklasse Niederschliesen     |
| Planitz              | Campione del Sportbereichsklasse Sachsen             |
| Dessau               | Campione del Sportbereichsklasse Mitte               |
| Eimsbütteler TV      | Campione del Sportbereichsklasse Nordmark            |
| Werder Brema         | Campione del Sportbereichsklasse Niedersachsen       |
| Schalke 04           | Campione del Sportbereichsklasse Westfalen           |
| Hamborn 07           | Campione del Sportbereichsklasse Niederrhein         |
| VfL Köln 1899        | Campione del Sportbereichsklasse Köln-Aachen         |
| Borussia Fulda       | Campione del Sportbereichsklasse Kurhessen           |
| Stadt Düdelingen     | Campione del Sportbereichsklasse Moselland           |
| Kickers Offenbach    | Campione del Sportbereichsklasse Hessen-Nassau       |
| Kaiserslautern       | Campione del Sportbereichsklasse Westmark            |
| Waldhof Mannheim     | Campione del Sportbereichsklasse Baden               |
| SG SS Straßburg      | Campione del Sportbereichsklasse Elsass              |
| Kickers Stoccarda    | Campione del Sportbereichsklasse Württemberg         |
| Schweinfurt 05       | Campione del Sportbereichsklasse Bayern              |
| LSV Olmütz           | Campione del Sportbereichsklasse Sudetenland         |
| First Vienna         | Campione del Sportbereichsklasse Donau-Alpenland     |
| HuS Marienwerder     | Campione del Sportbereichsklasse Danzig-Westpreußen  |
| SGO Litzmannstadt    | Campione del Sportbereichsklasse Wartheland          |
| LSV Boelcke Cracovia | Campione del Sportbereichsklasse Generalgouvernement |

## Fase finale

### Qualificazioni
| Werder Brema | 5 – 1 | Hamborn 07 |

| Borussia Fulda | 0 – 2 | Dessau |

| Kaiserslautern | 7 – 1 | Waldhof Mannheim |

| HuS Marienwerder | 1 – 7 | VfB Königsberg |

| Stadt Düdelingen | 0 – 2 | Schalke 04 |

| Planitz | 5 – 2 | LSV Boelcke Cracovia |

| LSV Olmütz | 0 – 1 | First Vienna |

| Blau-Weiß Berlin | 3 – 1 | LSV Pütnitz |

| SG SS Straßburg | 2 – 0 | Kickers Stoccarda |

una prima partita tra SV Hamborn 07 e Werder Brema venne giocata il 10 maggio 1942 a Hamborn, e terminò 1-1 dopo i tempi supplementari
SG Ordnungspolizei Litzmannstadt, Germania Königshütte, SpVg Breslau 02, Eimsbütteler TV, VfL Köln 1899, Kickers Offenbach e Schweinfurt 05 promosse, per sorteggio, al turno successivo

### Ottavi di finale
| Kickers Offenbach | 3 – 1 | VfL Köln 1899 |

| SG SS Straßburg | 2 – 1 | Schweinfurt 05 |

| Planitz | 2 – 1 dts | Breslauer SpVgg 02 |

| Dessau | 0 – 3 | Blau-Weiß Berlin |

| VfB Königsberg | 8 – 1 | SGO Litzmannstadt |

| First Vienna | 1 – 0 | Germania Königshütte |

| Schalke 04 | 9 – 3 | Kaiserslautern |

| Werder Brema | 4 – 2 | Eimsbütteler TV |

### Quarti di finale
| First Vienna | 3 – 2 | Planitz |

| Kickers Offenbach | 4 – 3 | Werder Brema |

| Schalke 04 | 6 – 0 | SG SS Straßburg |

| Blau-Weiß Berlin | 2 – 1 | VfB Königsberg |

### Semifinali
| Blau-Weiß Berlin | 2 – 3 | First Vienna |

| Schalke 04 | 6 – 0 | Kickers Offenbach |

### Finale
| Schalke 04 | 2 – 0 | First Vienna |

## Verdetti
- Schalke 04 campione del Terzo Reich 1941-42.